# Zhob (miasto)
Zhob (urdu ژوب, Żob) – miasto w Pakistanie, w prowincji Beludżystan. W 2017 roku liczyło 46 248 mieszkańców.